# 尤利烏斯·威爾豪森
尤利烏斯·威爾豪森（Julius Wellhausen，1844年5月17日—1918年1月7日），生於哈默爾恩，著名聖經學者，提出底本學說。

## 生平
威爾豪森生於漢諾威王國的屬地哈默爾恩，是路德教派的信徒。畢業於哥廷根大学。
1876年，綜合之前學者的研究，提出JEDP四底本學說，成為現代舊約研究的基石。